# 悉尼
雪梨，位於澳洲东南沿海地带，是新南威尔士州的首府，是澳大利亚人口第二多也是人口最稠密的城市。都會區人口5,312,123人（2019）。雪梨人在英語中俗稱「Sydneysider」。
雪梨是歐洲首個澳洲定居點以及罪犯流放地，1788年由英國第一艦隊的船長阿瑟·菲利普於雪梨湾建立。雪梨環傑克遜港（包括雪梨港）而建，曾被稱為「海港城市」。它是澳洲最大的金融中心，也是國際主要旅遊勝地，以海灘、歌劇院和港灣大橋等聞名。雪梨长期以来都是生活品質极高的世界都市，曾獲全球化與世界級城市研究小組與網絡（Globalization and World Cities Study Group and Network，GaWC）列為第一級世界都市+。雪梨舉辦過多項重要国际體育赛事，包括1938年英联邦运动会、2000年悉尼奥运会及2003年世界盃橄欖球賽。
主要机场为悉尼机场，主要港口为植物学湾。

## 歷史

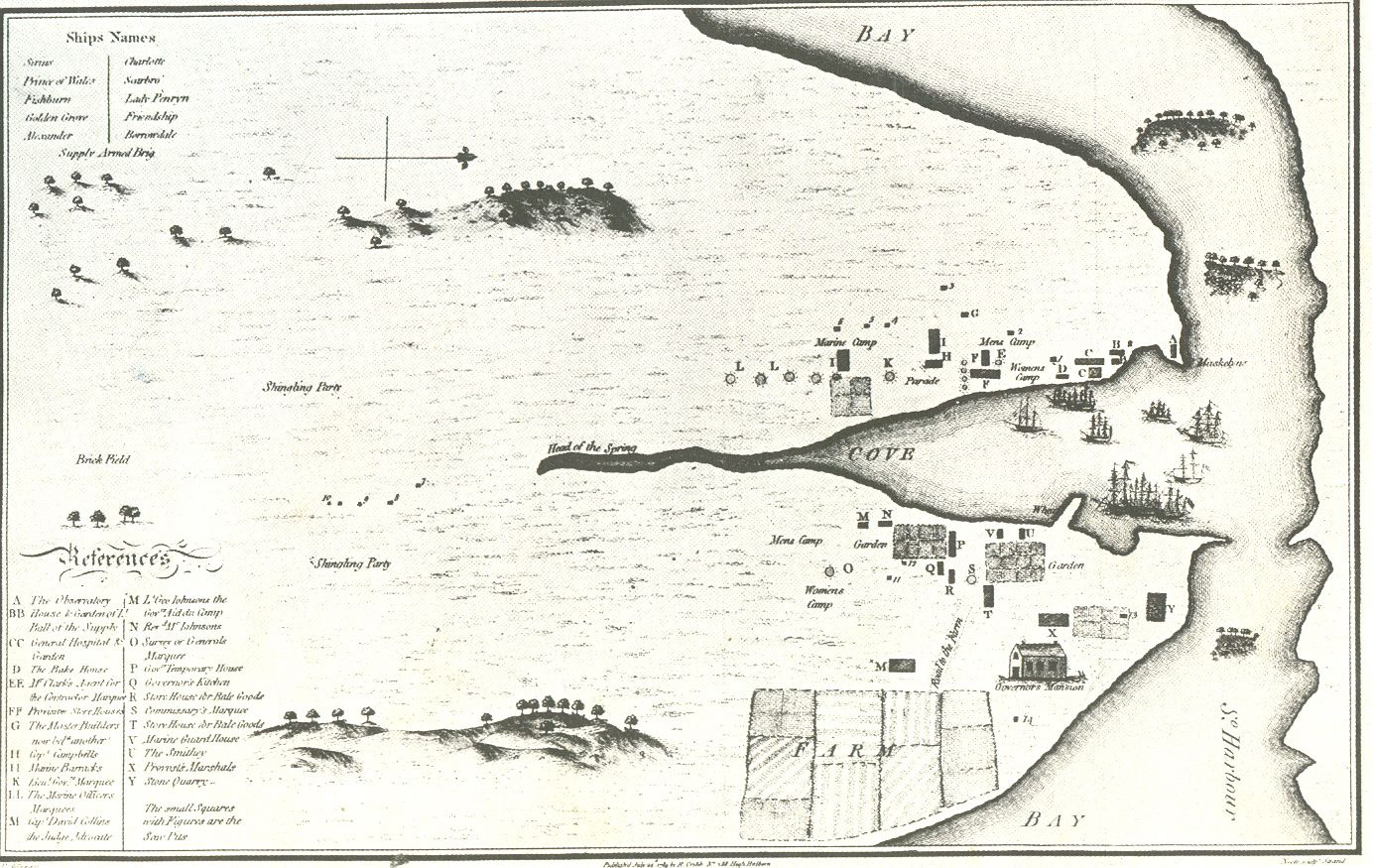
1789年的悉尼地圖，圖中的“Cove”即今日之悉尼湾

澳洲原住民在悉尼地區居住已至少有三萬年。1788年第一艦隊抵達時，本地尚住有4000-8000個原住民。悉尼地區有三種不同的語系，它們可推敲為較小部落的方言。主要的語言為塔魯爾語（Darug）；悉尼市的原住民──卡地哥（Cadigal），講塔魯爾語的一種海岸方言還有塔爾瓦斯語（Dharawal）和顧林凱語（Guringai）。部落有各自的領土，其領土的選址決定了資源的多寡。雖然在都市化的過程中摧毀了大部分的部落遺址（如貝塚），幾個地點仍存有石刻。
自從1770年英國海軍上尉詹姆斯·庫克發現了植物灣（Botany Bay）後，歐洲隨之對澳洲產生了興趣。在英國政府的命令下，亚瑟·菲利普（Arthur Phillip）1788年於傑克遜港的悉尼灣建立了罪犯流放地。他以當時的英國內政大臣悉尼子爵湯馬斯·湯森命名該地，以頌揚悉尼發佈憲章，批准他建立流放地的貢獻。
1789年4月，一場疫症（據說是天花），奪去悉尼不少原住民的性命。保守估計，500-1000個原住民死於布羅肯灣（Broken Bay）和植物灣之間的地區，顧林凱和Darug兩族受感染。英國的殖民遇到頑強阻力，尤其是以勇士領袖Pemulwuy為首，在植物學灣附近的地區發動抵抗。同時，霍克斯伯里河附近也時常爆發衝突。因此至1820年為止，在力量懸殊的殘酷鎮壓下，悉尼地區只剩下數百個原住民。麥覺理總督則以“進一步把原住民「開化、基督教化及教化」”為名，竊取原住民的孩子，使他們離開部落。

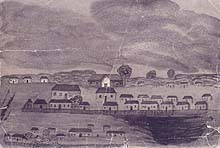
1796年的悉尼

麥覺理任新南威爾斯州總督期間，悉尼有初步的發展。囚犯建築了道路、橋樑、碼頭和公共建築。至1822年以前，城內已有銀行、市場、完善的大道及制度化警察機構。
1830-40年代是城市發展（如首批城區的發展）的階段。船隻開始從不列顛群島接載希望在新國家開展新生活的移民，悉尼因此進入高度發展的黃金時代。
首次的淘金熱始於1851年，悉尼的港口湧入來自世界各地的人潮。19世紀末，隨著蒸氣動力電車和鐵路系統的問世，城區的發展更加迅速。由於工業化所帶來的便捷，使悉尼人口迅速膨脹，在20世紀前夕，悉尼的人口已經超過100萬。但大恐慌重創悉尼，1932年悉尼港灣大橋的落成，可說是該時期的重大紀事之一。
1942年，第二次世界大戰期間，日本海軍利用小型潛水艇偷襲悉尼港失敗。
20世紀，悉尼繼續擴展，湧入了歐洲與（後期的）亞洲的新移民，增添國際魅力。悉尼人的祖先大多來自英國和愛爾蘭。其他移民有南歐人（意大利人、希臘人）、東歐人（捷克人、波蘭人、俄羅斯人、烏克蘭人、匈牙利人、北馬其頓人、克羅埃西亞人、塞爾維亞人）、猶太人、西亞人（土耳其人、黎巴嫩人）、南亞人（包括印度人、斯里蘭卡人和巴基斯坦人）、南非人、蘇丹人、南美人（巴西人、智利人和阿根廷人）、美國人、東亞人（包括華人和韓國人）以及東南亞人（包括越南人、泰國人和菲律賓人）。

### 紀事年表
- 1788年：建立首個歐洲殖民地
- 1852年：悉尼合組為城市

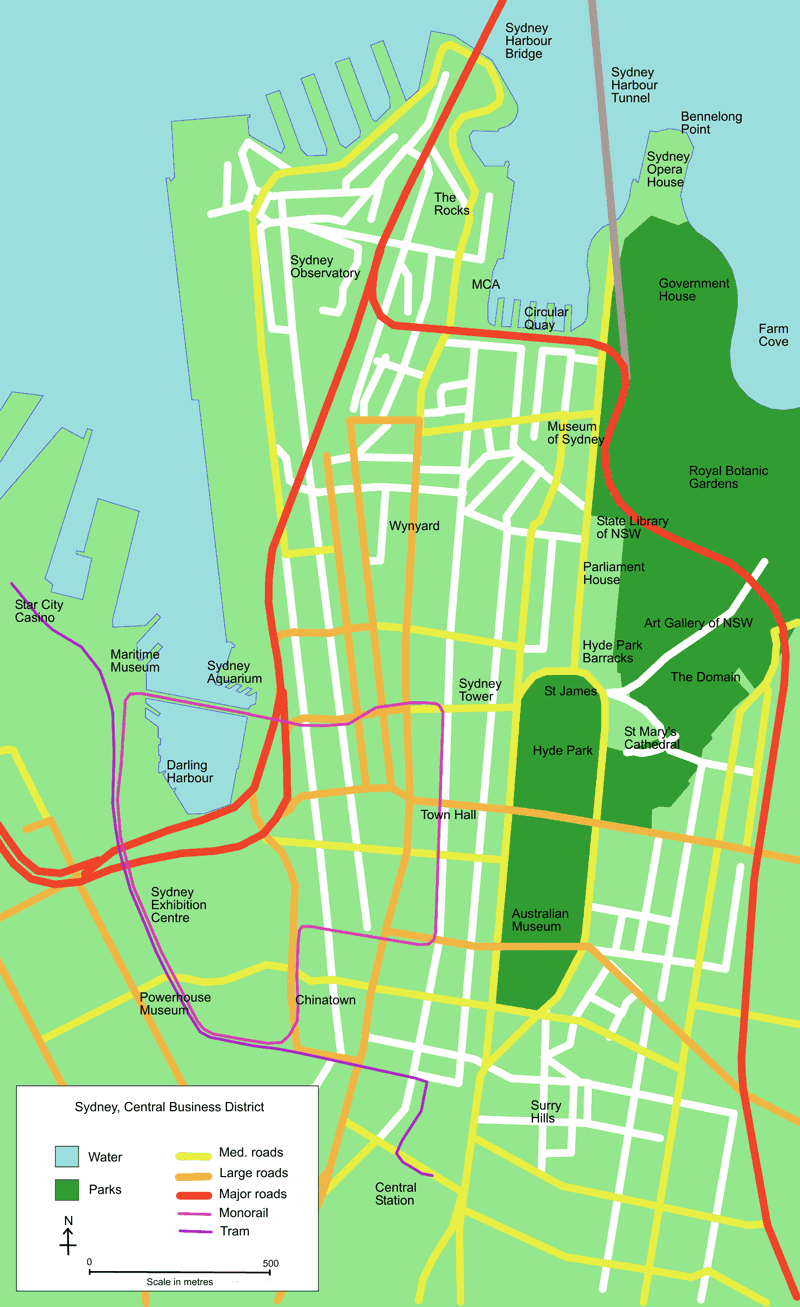
悉尼中心地圖

- 1855年：新南威爾斯州首條鐵路路線接通悉尼與帕拉瑪塔
- 1870年：跨殖民地展覽會（英语：Intercolonial Exhibition (1870)）
- 1879年：悉尼國際展覽會（英语：Intercolonial Exhibition (1870)）
- 1883年：帕拉瑪塔 - 跨殖民地青少年工業展覽會（英语：Intercolonial Juvenile Industrial Exhibition (1883)）
- 1901年1月1日：澳洲聯邦在悉尼宣告成立
- 1903年：人口超越墨爾本，成為澳洲最大的城市
- 1932年：悉尼港灣大橋落成
- 1942年：悉尼被日本海軍潛艇襲擊（英语：Attack on Sydney Harbour）
- 1973年：悉尼歌劇院落成
- 2000年：2000年夏季奧運會

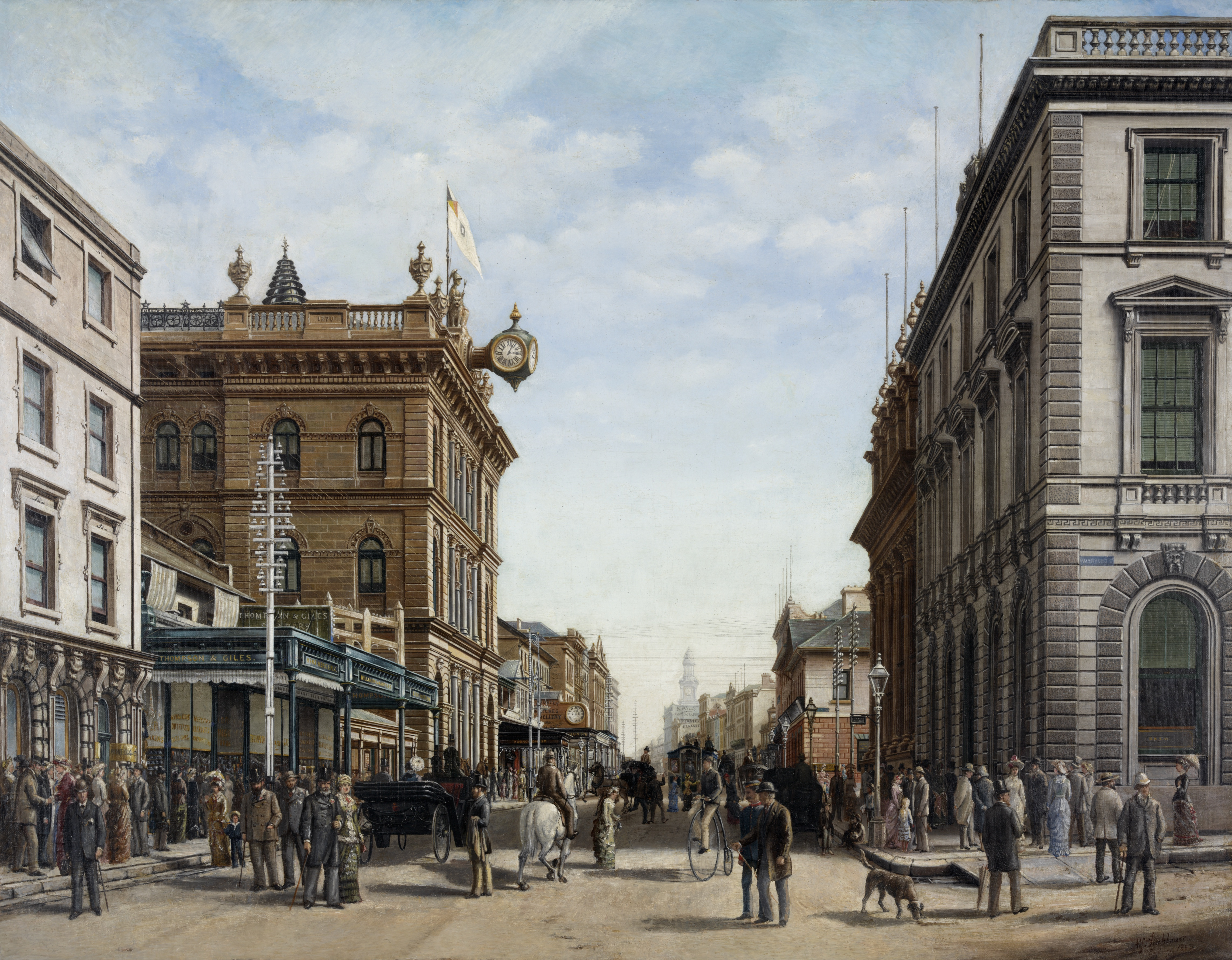
中央商务区的乔治街, 1883 - 悉尼曾经拥有大英帝国最大的电车网络

- 2021年6月：人口遭墨爾本超越而失去第一大城地位[11]

## 地理

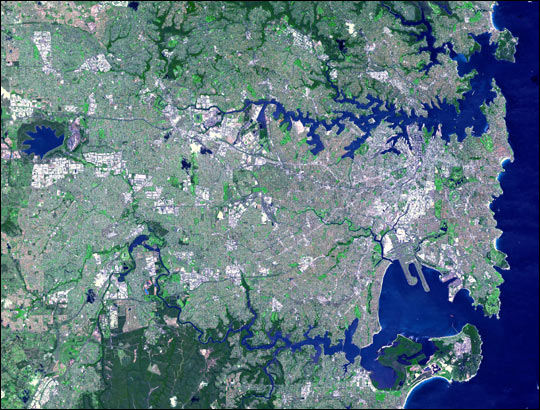
悉尼圖片，由美國太空總署的RS衛星拍攝。悉尼的中心有三分一是位於上游小灣的南岸

悉尼位於東面的塔斯曼海與西面的藍山之間的沿岸盆地。悉尼擁有全球最大的天然海港──傑克森港（Port Jackson，即悉尼港），以及超過70個海港和海灘，包括著名的邦代海灘。悉尼的市區佔地1,687平方公里（651平方英里），面積跟大倫敦相若。悉尼都會區（悉尼統計局）佔地12,145平方公里（4,689平方英里），其有效範圍是國家公園和其他未開發的土地。
悉尼佔據了2個地理區域──坎伯蘭峽谷（Cumberland Plain）和宏士比高原（Hornsby Plateau）。坎伯蘭峽谷是一個比較平坦，有些起伏的地域，橫臥於傑克遜港以西和以南。康士比高原是海港以北的高原，海拔200公尺（656英尺），被草木叢生的溪谷切割開。悉尼最舊的區域位於平坦的地區。宏士比高原，稱為北岸，由於地勢陡峭，發展得較慢，一直以來是人跡罕至。後來1932年悉尼港灣大橋啟用，將高原與城市連接起來，才發展迅速。

### 氣候
悉尼屬於副熱帶濕潤氣候，全年平均气温变化较为和缓，降水无明显季节变化，由於東風調節，上半年的雨量稍微高一點。冬季温和湿润，气温很少降至5°C以下，降雪极为罕见（悉尼地区上一次降雪出现在1836年）。夏季相对炎热，多雨，平均温度虽然不高，高温天气也不多见，但在热浪来袭时也常出现极端高温。最热月为1月，平均气温22.3°C，日最高气温超过30°C的天数为14.9天，极端最高气温45.8°C（2013年1月18日）。。最冷月为7月，平均气温12.2°C，极端最低气温2.1°C（1932年6月22日）。年平均降水量约1214.3毫米。
雖然悉尼不會遭遇氣旋或大地震的破坏，但厄尔尼诺現象和厄爾尼諾南方濤動正愈发深地影响着悉尼的天氣狀況：乾旱和林區大火；風暴和洪水，都变得越来越频繁。悉尼有許多毗鄰森林的地區曾發生林區大火，尤其是1994年和2002年──林區大火傾向於春夏兩季發生。悉尼容易遭受罕見的雹暴和暴風的侵襲。
| 悉尼                         | 悉尼         | 悉尼         | 悉尼         | 悉尼         | 悉尼         | 悉尼         | 悉尼        | 悉尼        | 悉尼        | 悉尼         | 悉尼         | 悉尼         | 悉尼          |
| 月份                         | 1月          | 2月          | 3月          | 4月          | 5月          | 6月          | 7月         | 8月         | 9月         | 10月         | 11月         | 12月         | 全年          |
| ---------------------------- | ------------ | ------------ | ------------ | ------------ | ------------ | ------------ | ----------- | ----------- | ----------- | ------------ | ------------ | ------------ | ------------- |
| 历史最高温 °C（°F）          | 45.8 (114.4) | 42.1 (107.8) | 39.8 (103.6) | 33.9 (93.0)  | 30.0 (86.0)  | 26.9 (80.4)  | 25.9 (78.6) | 31.3 (88.3) | 34.6 (94.3) | 38.2 (100.8) | 41.8 (107.2) | 42.2 (108.0) | 45.8 (114.4)  |
| 平均高温 °C（°F）            | 25.9 (78.6)  | 25.8 (78.4)  | 24.7 (76.5)  | 22.4 (72.3)  | 19.4 (66.9)  | 16.9 (62.4)  | 16.3 (61.3) | 17.8 (64.0) | 20.0 (68.0) | 22.1 (71.8)  | 23.6 (74.5)  | 25.2 (77.4)  | 21.7 (71.1)   |
| 平均低温 °C（°F）            | 18.7 (65.7)  | 18.8 (65.8)  | 17.6 (63.7)  | 14.7 (58.5)  | 11.5 (52.7)  | 9.3 (48.7)   | 8.0 (46.4)  | 9.0 (48.2)  | 11.1 (52.0) | 13.6 (56.5)  | 15.6 (60.1)  | 17.5 (63.5)  | 13.8 (56.8)   |
| 历史最低温 °C（°F）          | 10.6 (51.1)  | 9.6 (49.3)   | 9.3 (48.7)   | 7.0 (44.6)   | 4.4 (39.9)   | 2.1 (35.8)   | 2.2 (36.0)  | 2.7 (36.9)  | 4.9 (40.8)  | 5.7 (42.3)   | 7.7 (45.9)   | 9.1 (48.4)   | 2.1 (35.8)    |
| 平均降雨量 mm（）            | 101.7 (4.00) | 118.3 (4.66) | 129.8 (5.11) | 127.2 (5.01) | 120.6 (4.75) | 131.2 (5.17) | 98.3 (3.87) | 80.3 (3.16) | 68.6 (2.70) | 77.1 (3.04)  | 83.6 (3.29)  | 77.6 (3.06)  | 1,214 (47.80) |
| 平均降雨天数                 | 12.2         | 12.5         | 13.5         | 12.8         | 13.1         | 12.5         | 11.2        | 10.4        | 10.5        | 11.6         | 11.7         | 11.5         | 143.5         |
| 日均日照時數                 | 7.1          | 6.7          | 6.4          | 6.4          | 5.9          | 5.5          | 6.4         | 7.1         | 7.2         | 7.2          | 7.8          | 7.6          | 6.8           |
| 来源1：Bureau of Meteorology |              |              |              |              |              |              |             |             |             |              |              |              |               |
| 来源2：                      |              |              |              |              |              |              |             |             |             |              |              |              |               |

### 市區概況

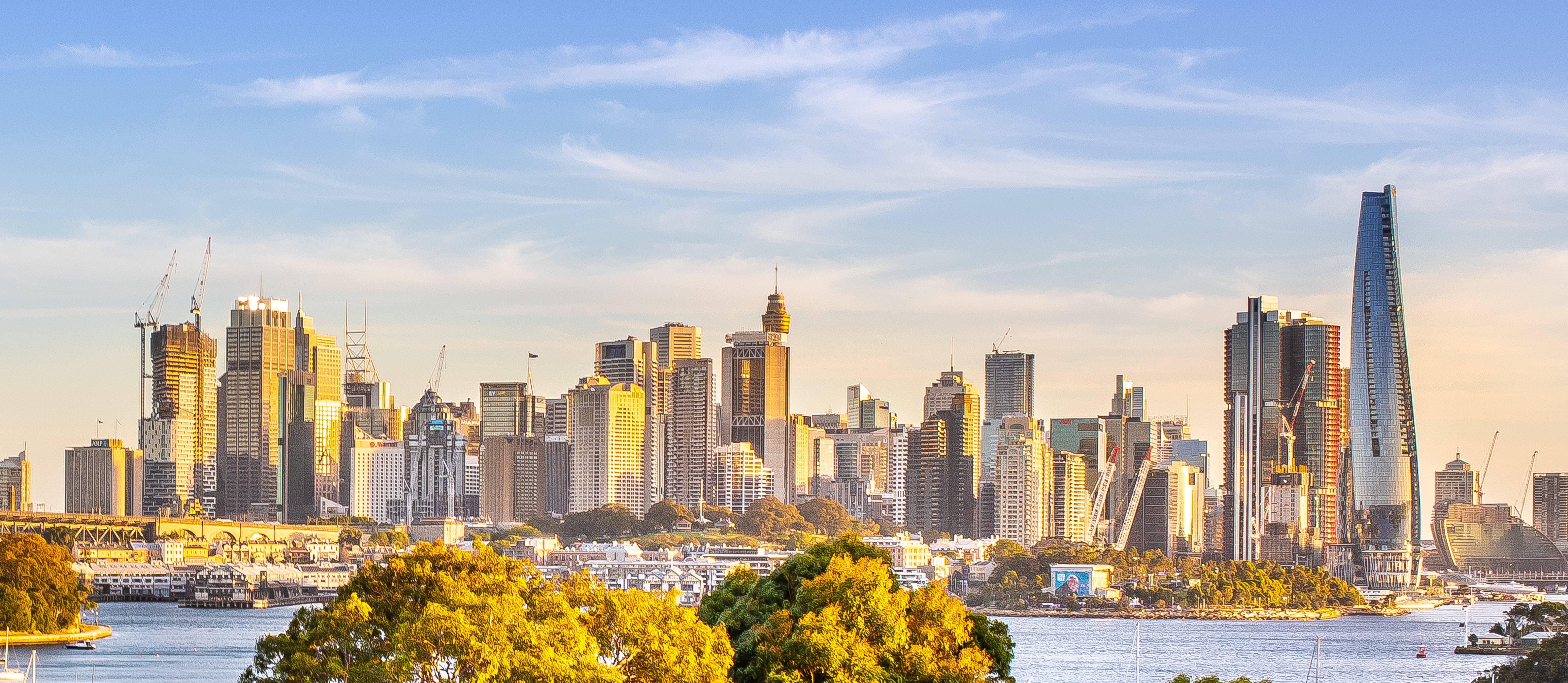
天際線上的悉尼歌劇院

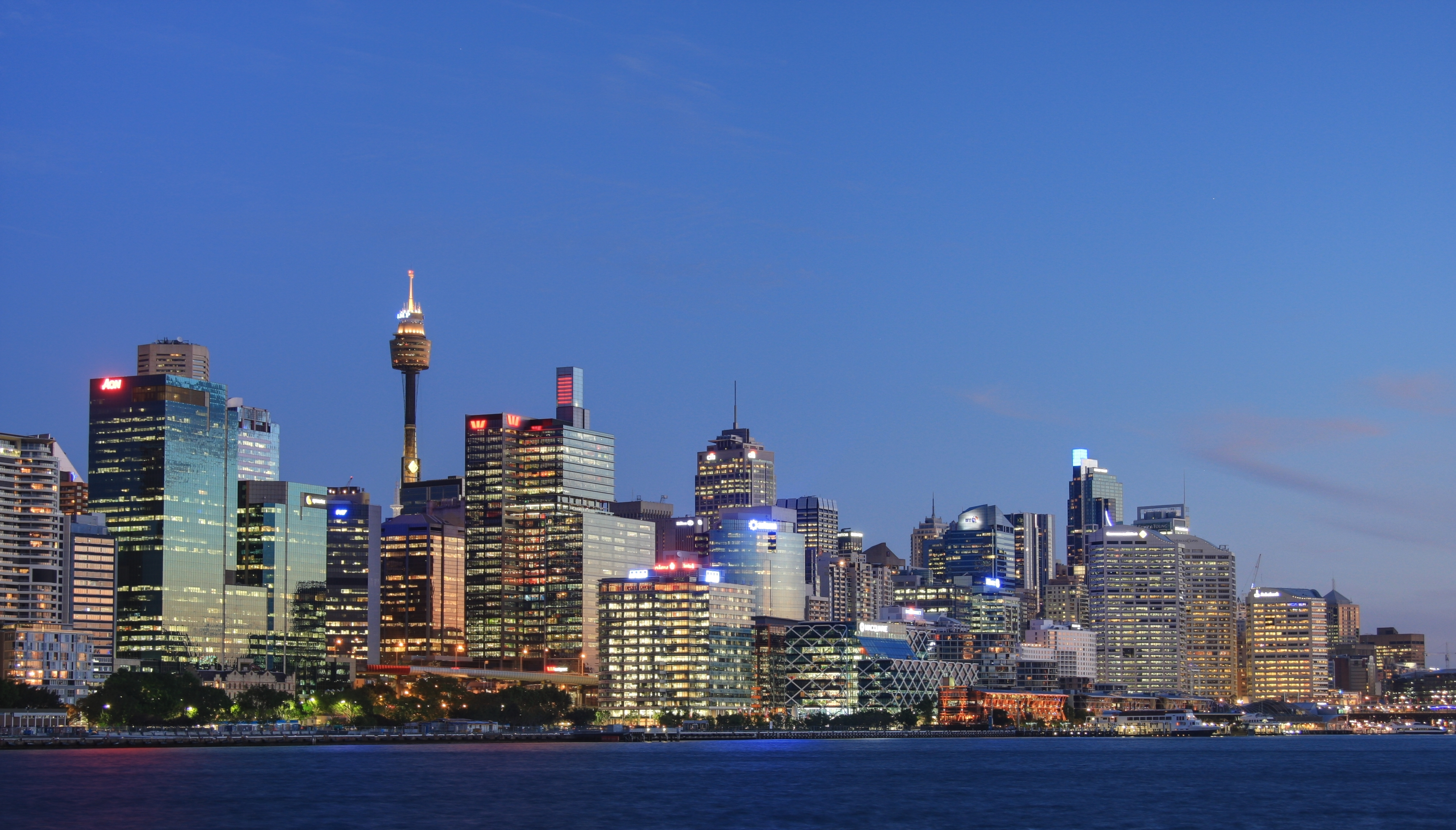
中心商業區

被悉尼市區覆蓋的大片地區，以往曾劃分為超過300個域區（郵政用途），現由約38個獨立的地方政府區域管轄（新南威爾士州州政府及其機構的也有大量的職能）。現在的悉尼市面積不大，佔地僅包括悉尼中央商業區及鄰近的內城城區。另外，悉尼有許多用於市區的區域非正式的劃分。但是，值得注意的是，悉尼有不少城區是不納入下列的非正式區劃的：東郊、山區、內西城、下北岸、北部海灘、北岸、南悉尼、東南悉尼、西南悉尼及西悉尼。
悉尼的中央商業區從首個歐洲殖民聚落──悉尼灣向南面延伸約2公里（1.25英里）。摩天大樓林立，古跡包括悉尼市政廳和维多利亚女王大厦等砂岩建筑，及悉尼议会大厦等公共建筑，設有公園如溫亞公園（Wynyard Park）和海德公園（Hyde Park）點綴。中央商業區東面鄰接不少公園──海德公園、禁苑（The Domain）、皇家植物園及悉尼港的農場灣。中央商業區西臨旅遊勝地達令港。而中央站正是中央商業區的盡頭。喬治街是悉尼中央商業區的南北大街。在中央商業區南部，街道稍呈格狀走向，井然有序；相反，在較古舊的中央商業區北部，街道則較雜亂，這反映出悉尼早期的犍子小道的特殊發展。悉尼的街道多比澳洲其他城市的狹窄，也反映出其澳洲第一古城的特色。
雖然悉尼中央商業區早期是悉尼的商業與文化支柱，但自第二次世界大戰後，其他商業/文化區不斷向外發展。因此，二戰結束後，中央商業區的白領職位比例從60%以上下跌至2004年的30%以下。悉尼的5個最重要的外環商業區，包括南部的好市圍、中西面的帕拉瑪塔，西面的黑鎮、西南面的利物浦、北面的車士活及位於悉尼港以北的北悉尼。

## 管轄

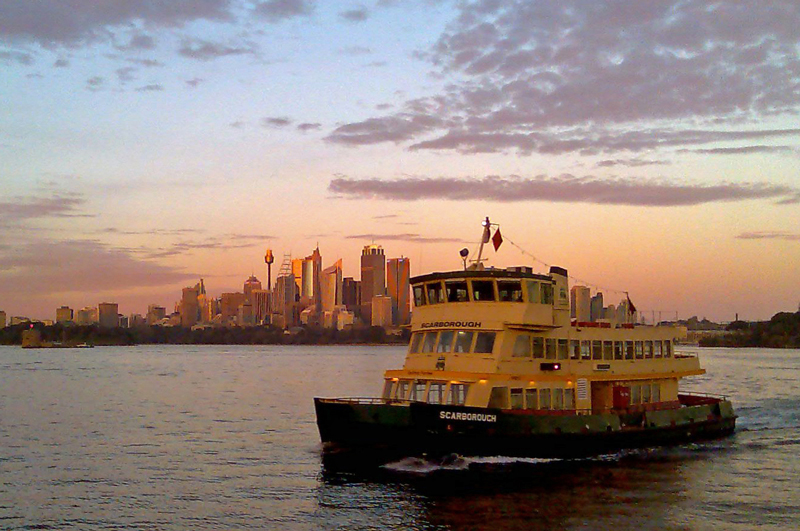
杰克森港

悉尼曾於1945-1964年由坎伯蘭郡管轄。現時悉尼都會區沒有總管市政的行政機關，其事務已改為由都會區內各個地方政府區域管理。地方政府區域均設有選舉議會，負責新南威爾士州委派的各項職責。

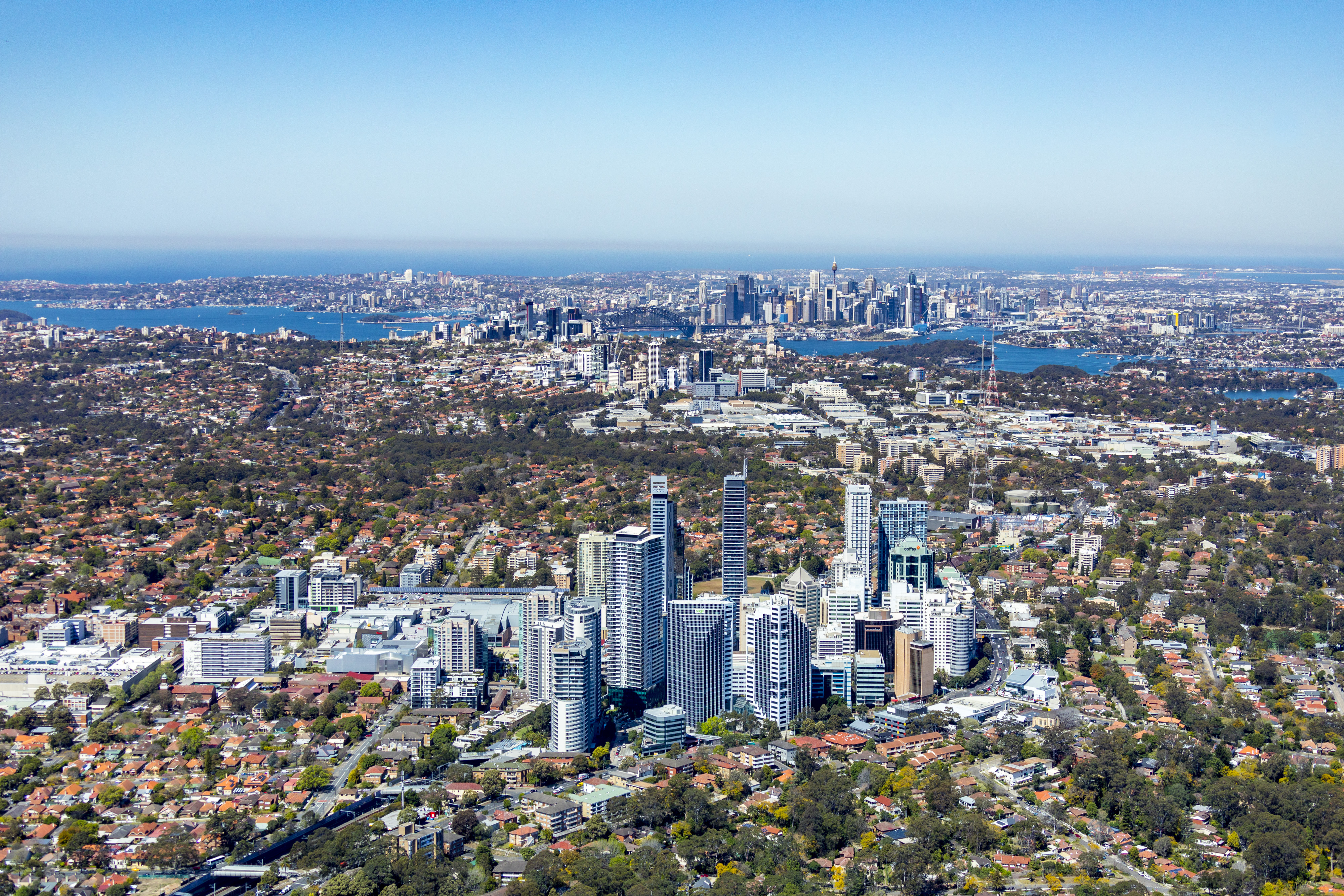
(Chatswood)聊天木是北方重要的商业区

雪梨的範圍包括商業中心區和一些鄰接的內城區，近年通過與鄰接的地方政府區域（如南悉尼）合併擴大面積。悉尼市由悉尼市長和議會管轄。悉尼市長往往被視為市的代表。
以下是悉尼的38個地方政府區域：

| - 艾士菲自治市 - 奧本議會 - 賓士鎮市 - 希爾斯郡 - 黑鎮市 - 植物灣市 - 寶活議會 | - 康頓議會 - 金寶鎮市 - 加拿大灣市 - 坎特伯雷市 - 費菲市 - 好萊德市 - 康士比郡 | - 獵人山自治市 - 好市圍市 - 高嘉華自治市 - 顧林凱議會 - 蘭科夫自治市 - 萊卡特自治市 - 利物浦市 | - 曼利議會 - 馬利維議會 - 摩士曼自治市 - 北悉尼議會 - 帕拉瑪塔市 - 彭里斯市 - 碧水議會 | - 蘭域市 - 石谷市 - 賴德市 - 史卓菲自治市 - 薩瑟蘭郡 - 悉尼市 - 華令加議會 | - 韋佛利議會 - 威樂比市 - 胡拉勒自治市 |

悉尼大多數的市府活動是由州政府指導的。這些活動包括公共交通、主要道路、交通管制、警務、幼稚園（幼兒園）以上的教育，以及重大的基礎建設項目。由於悉尼擁有新南威爾士州的大部分人口，州政府傳統上不願意發展悉尼全市的政府機構，避免雙方因而競爭。正因如此，悉尼經常成為州議會與聯邦議會的政治焦點。舉例，自1945年起，悉尼市的選舉範圍在至少4個時刻，被州政府大力改變，以為當時的新南威爾士州議會的執政黨製造優勢。
随着大悉尼区近年的扩张，新增合并几个地方议会是：
- 蓝山市
- 霍克斯伯里市
- 臥龍迪利郡
- 怀昂郡
- 戈斯福德

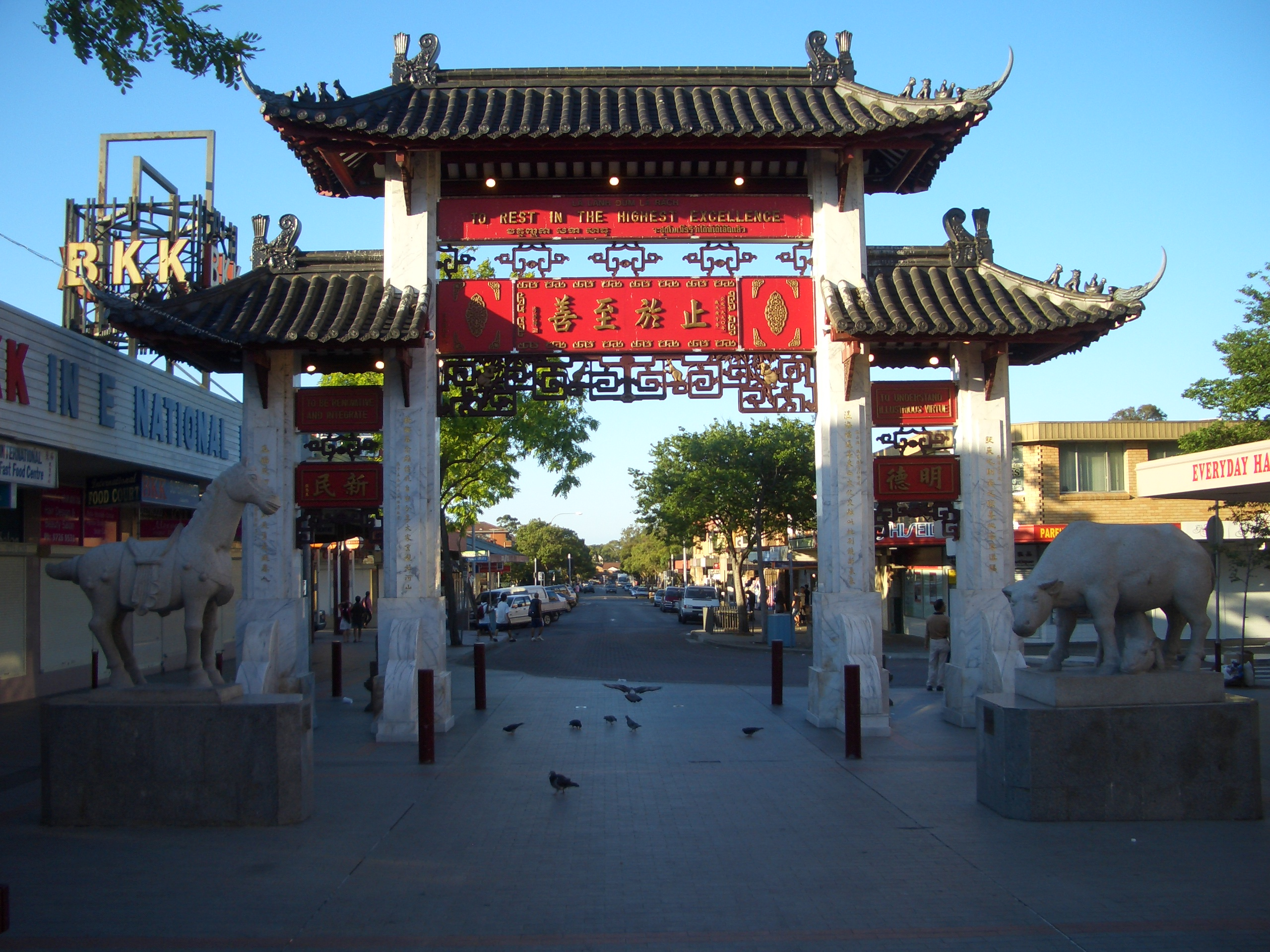
卡布拉玛塔自由广场

这样大悉尼区的地方议会已经增加到43个。按照最新的大悉尼规划分区合并划分为悉尼12个内城区为：
内城区：
- 悉尼市
- 史卓菲自治市
- 寶活議會
- 加拿大灣市（拟合并）
- 艾士菲自治市
- 萊卡特自治市
- 馬利維議會（拟合并）
- 植物灣市
- 石谷市（拟合并）
- 蘭域市
- 韋佛利議會
- 胡拉勒自治市（拟合并）
- 曼利議會
- 摩士曼自治市
- 華令加議會（南部）（拟合并）
- 北悉尼議會
- 威樂比市（拟合并）
- 賴德市
- 獵人山自治市
- 蘭科夫自治市（拟合并）
- 坎特伯雷市
- 賓士鎮市（拟合并）
- 好市圍市
- 高嘉華自治市（拟合并）
- 帕拉瑪塔市
- 奧本議會（北部）（拟合并）
- 好萊德市
- 奧本議會（南部）（拟合并）

共12个议会。

## 經濟
2003年9月，悉尼的失業率是5.3%。2005年12月，在澳洲眾多首府中，悉尼以485,000澳元錄得最高的樓價中位數。根據《經濟學人》全球訊息部的生活指數調查，悉尼是全球第6大最昂貴的城市。而瑞銀集團的調查則以收入淨值將悉尼列為全球第20位。
根據经济合作与发展组织於2005年11月出版的報告，在西方世界中，澳洲擁有最多估價過高的樓宇，樓價比證明租值的高出52%。
悉尼經濟體系裏最大型、擁有最大部分在職人士的行業包括財產及商業服務業、零售業、製造業、健康及社會服務業。1980年代起，職位從製造業遷移至服務及資訊行業。
現在，悉尼發展成澳洲最大的集團與金融中心，也是亞太地區的重要金融中心。悉尼是澳洲證券交易所、澳洲儲備銀行及許多本國銀行與澳洲集團的全國總部。悉尼也是不少跨國集團的地區總部。二十世紀福斯在悉尼設有大型製片廠。悉尼期貨交易所是亞太地區最大的金融期貨與期權交易所之一，2005年有總值6,430萬澳元的合同交易。悉尼期交所是全球第12大期貨市場，以及第19大期貨與期權市場。
悉尼是著名的旅遊勝地，2004年有780萬名本地旅客和250萬名國際旅客。

## 人口統計
2003年，悉尼住有4,198,543人。人口密度為每平方公里345.7人。內悉尼是澳洲人口最稠密的地方，每平方公里有4,023人。

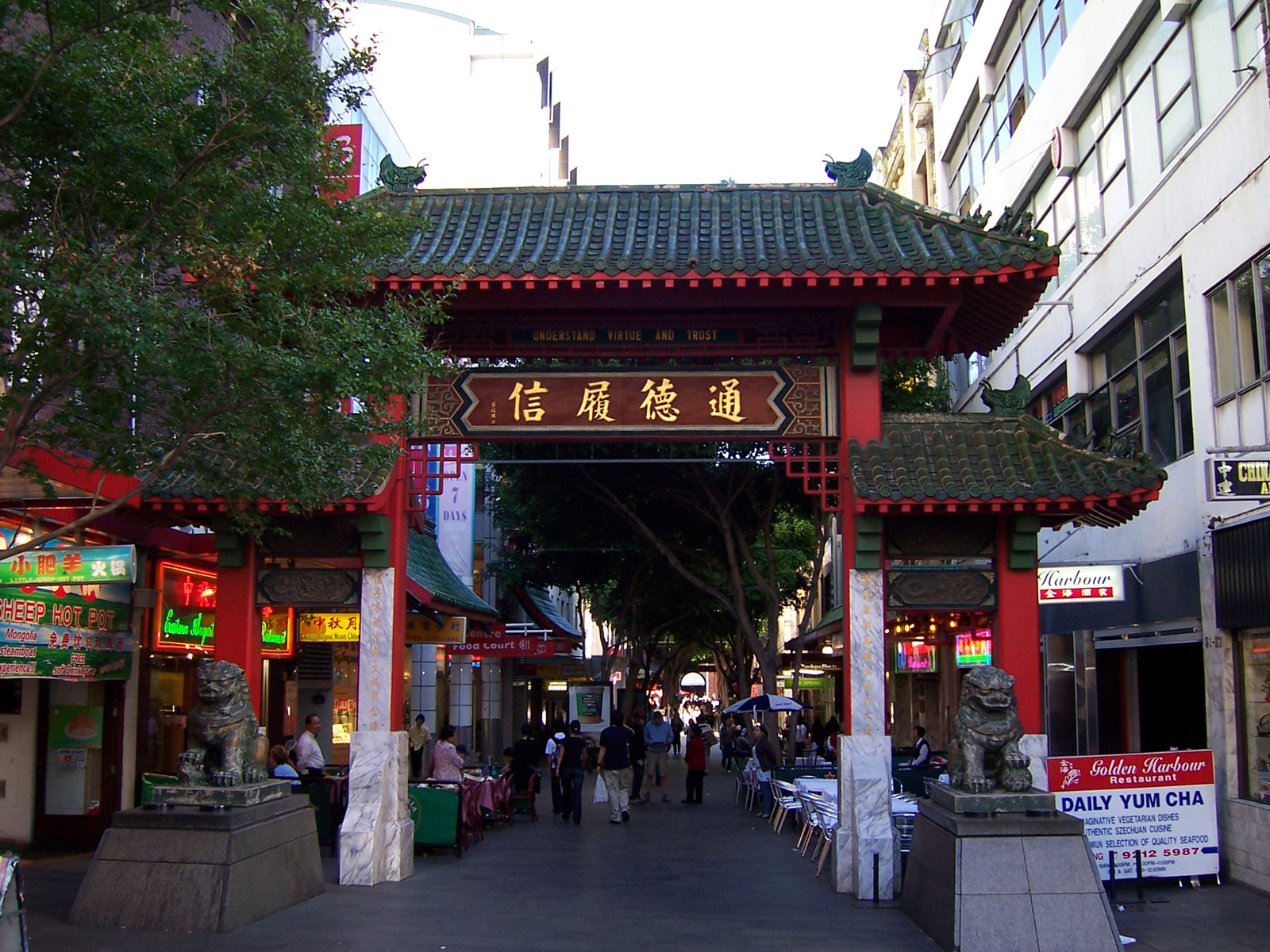
悉尼唐人街

2001年的人口普查中，悉尼市民最普遍把自己的血統形容為澳洲人（本土化歐裔澳大利亞人）、英國人及愛爾蘭人。人口普查亦顯示，1%的悉尼人口擁有澳洲原住民血統，31.2%的人口生於海外。三大移民來源地為英國、大中華地區及紐西蘭。另外，不少移民來自越南、黎巴嫩、意大利、印度及菲律賓。大多數悉尼人是以英語為母語的；不少會說第二語言，最普遍的是粵語、官話、阿拉伯語以及希臘語。
一些族群與最初聚居的域區結合起來：意大利人與賴卡（Leichhardt）結合，希臘人與石谷（Rockdale）和好士維（Hurstville）結合，黎巴嫩人與勒肯巴（Lakemba）和班士廳（Bankstown）結合，韓國人與金匙（Campsie）、愛蘋（Epping）結合，猶太人與邦代（Bondi）和玫瑰灣（Rose Bay）結合，印度人與西草地和帕拉瑪塔（Parramatta）結合，華人與禧市（Haymarket）（悉尼的唐人街在這裏出現）結合，而越南人則與卡巴瑪塔（Cabramatta）結合。紅坊（Redfern）則住有大量的澳洲原住民。
2003年，悉尼市民的年齡中位數是34歲，12%的人口是超過65歲。2006年，15.2%的悉尼市民的教育程度至少達至學士學位。，比全國的平均值19%為低。大約55%的悉尼市民信奉基督宗教，最普遍的教派為天主教和澳洲圣公会。大約9%的人口信奉佛教，大約有32%沒有宗教信仰。

## 教育

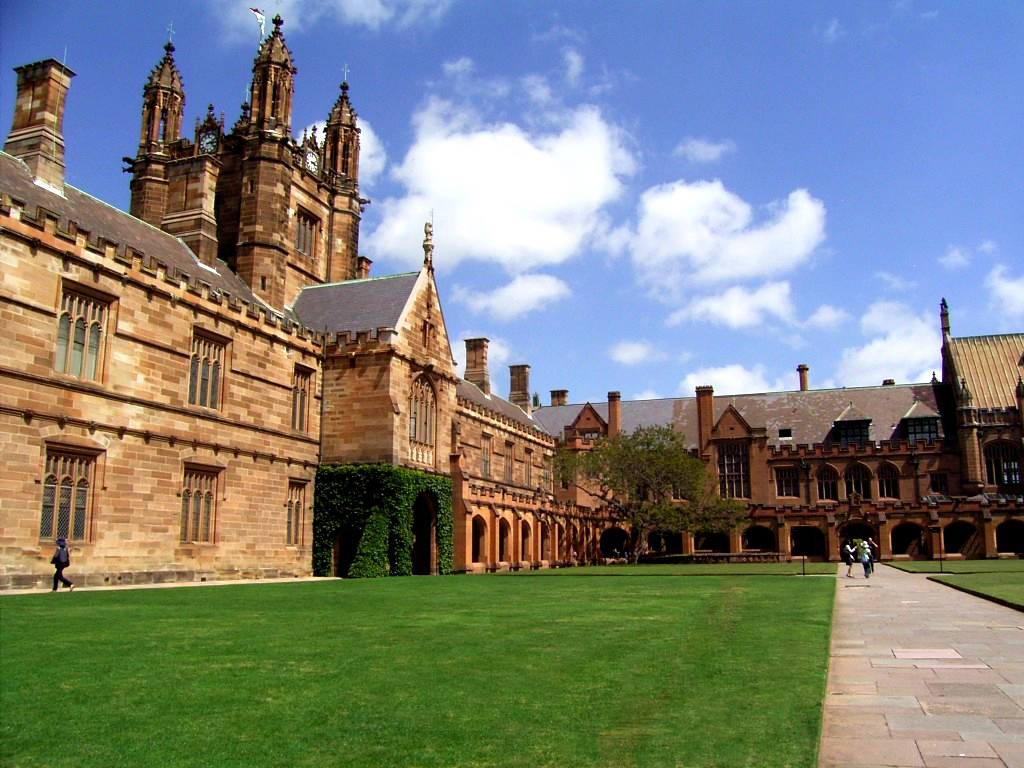
悉尼大學是澳洲歷史最悠久的大學

悉尼拥有完善的初、中、高等教育设施。按照新南威尔士州的教育体系，小学（包括幼稚園）和中学可以分为由州政府管理的公立學校、由天主教会管理的天主教教會學校，以及独立的和由其他宗教组织管理的私立學校。行政上，悉尼分为4個州轄学區，下辖919所各类學校。一部分中学需要考试入学，在当地称为“精英中学”。
悉尼是不少澳洲著名大學的所在地，包括於1850年創辦的澳洲第一所大學──悉尼大學。澳洲還有五所其它公立大學的主要校區在悉尼：新南威爾士大學、麥覺理大學、悉尼科技大学、西悉尼大学及澳洲天主教大學（6個校區，2個設於悉尼）。主要校區不在悉尼、但在悉尼開辦分校區的大學有澳洲聖母大學及臥龍崗大學'。
另外悉尼亦有四所多校園的公立技術及進修學院，提供高等職業培训：悉尼技術學院、北悉尼技術及進修學院、西悉尼技術及進修學院及西南悉尼技術及進修學院。

## 文化

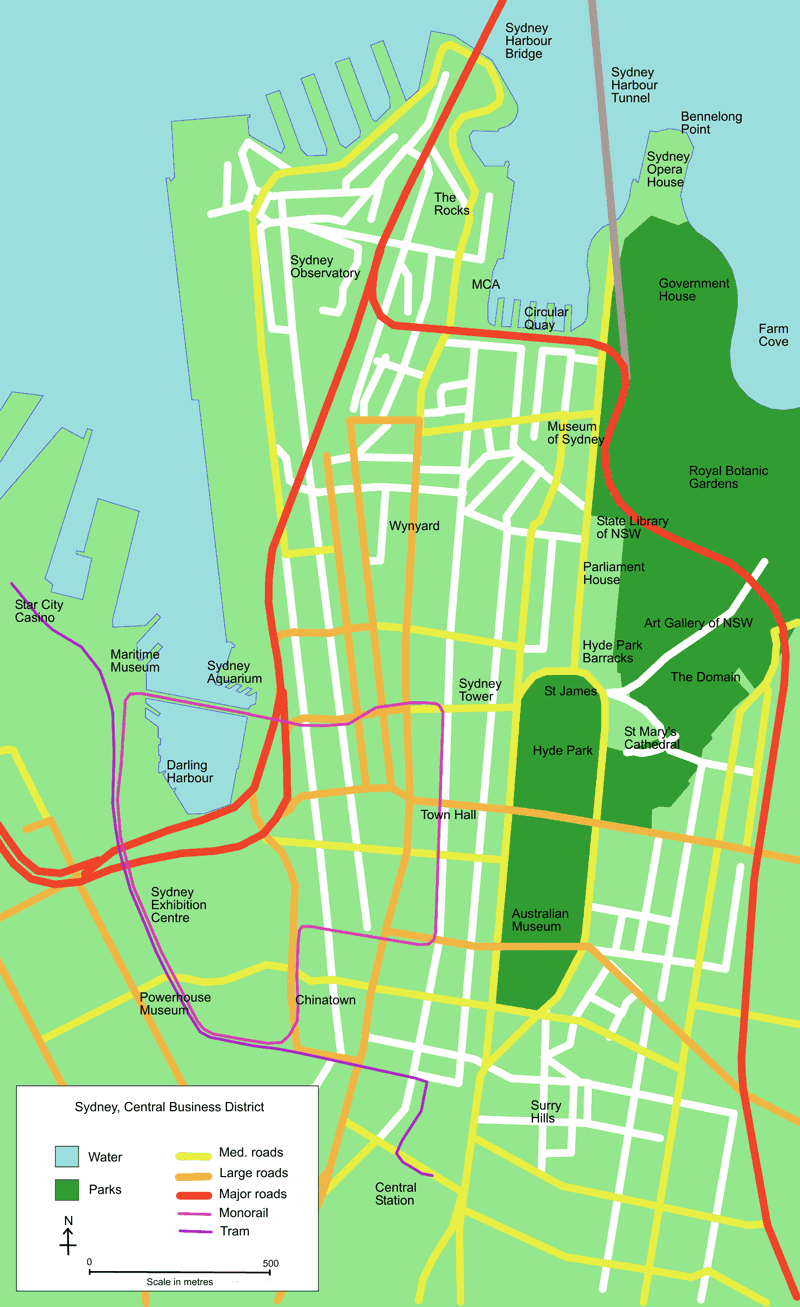
悉尼的大部份文化名勝位於中心商務區

### 音樂和歌劇
悉尼擁有本地的音樂和劇場團體，包括悉尼交響樂團、悉尼戲劇團和悉尼舞蹈團。一年一度的文化盛事包括由新南威尔士美术馆舉辦的比賽阿契博爾德獎（Archibald Prize）以及在每年1月舉辦的音樂、劇場與視覺藝術慶典悉尼節。
悉尼歌剧院有五個劇場，有能力主辦一系列的表演模式。2006年的7個月裏，悉尼歌劇院是全球規模第三大的劇團澳洲歌劇團的所在地。其他場地包括悉尼市政廳、城市演奏廳、新南威爾士州劇場及碼頭劇院。
悉尼交響樂團於悉尼歌剧院表演。悉尼舞蹈團於20世紀末在編舞家葛倫·墨菲（Graeme Murphy）的領導下亦備受推崇。在澳洲成立的搖滾樂隊包括午夜油、INXS、电波鸟人、獨立搖滾歌手云 (澳大利亚乐队)和水晶套裝, 電子音樂 的開拓者有断头 (乐队), 單槍原理（Single Gun Theory）和。爵士樂隊則有在地下室和海邊進行演奏的頸。
悉尼亦培育出多位藝術家，例如Lloyd Rees、杰福瑞·史馬、Brett Whiteley、約翰·奧森和澳洲著名詩人馬丁·夏普。
悉尼擁有多間戲劇機構，位於新鎮的新劇院在2007年慶祝了75歲生日。另外還有其它戲劇團，例如貝爾沃劇團和格理芬劇團。由1940年代至1970年代，一個群作家結合組織名為悉尼推，主要是推動城市的文化，主要的成員包括作家哲米·格瑞亞（Germaine Greer）。
在電影方面，悉尼在1998年建設了霍士電影城。位於京士頓的国家戏剧艺术学院以培育著名藝人為榮，例如米路·吉遜和巴茲·雷曼。另外有很多電影都曾於悉尼取景，例如《不可能的任務2》、星際大戰電影的《第二輯》和《第三輯》和《駭客任務》。另外，《海底總動員（海度奇兵）》和《不可能的任務2》都是以悉尼作為藍本。

### 娛樂

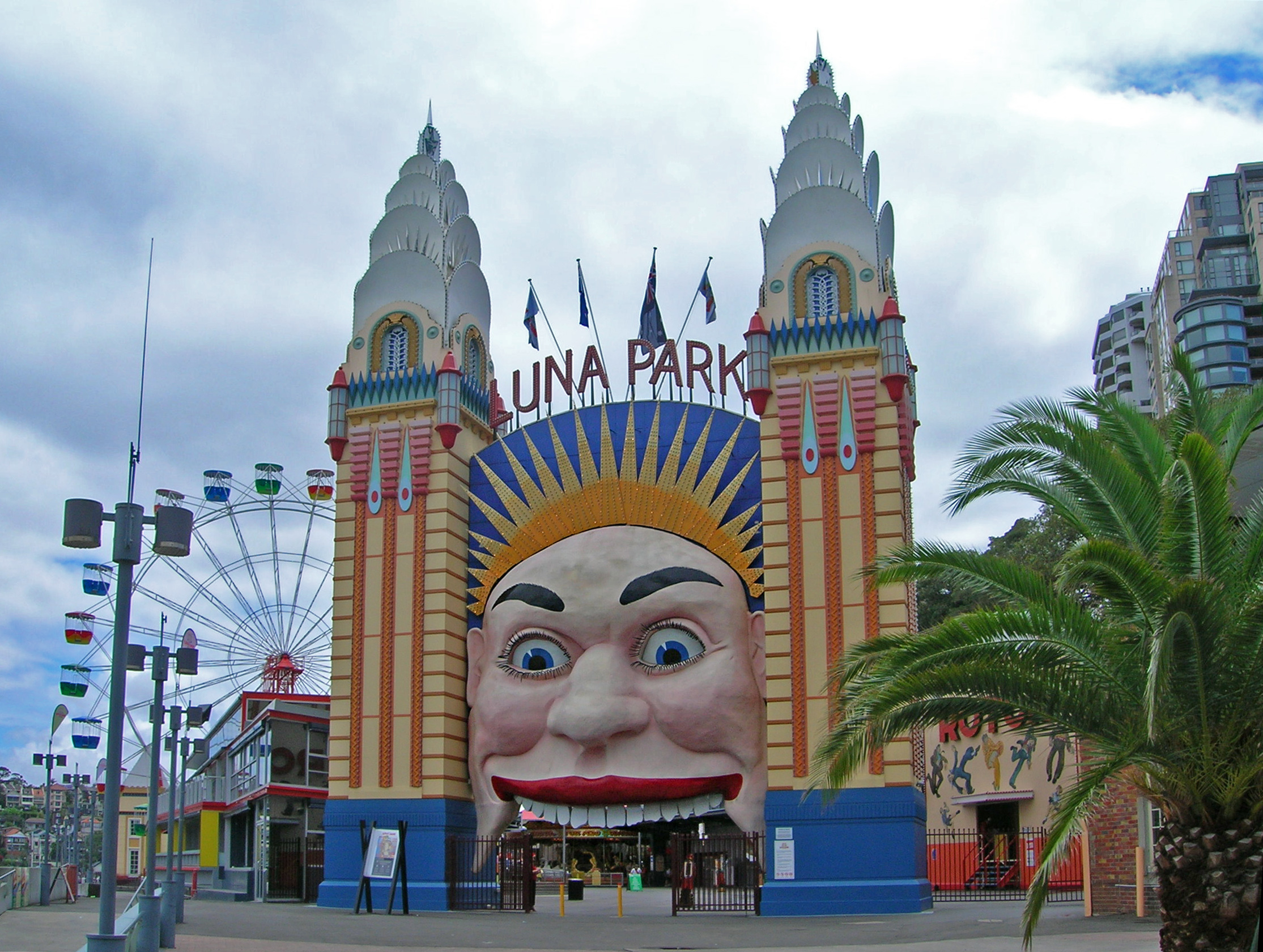
月神公園

悉尼擁有很多娛樂性的節日，悉尼節就是其中的佼佼者。它是一個集合室內和室外表演的節日，是在1月舉行節日。另外有一個名為大日子不在（Big Day Out）的節日，這是一個搖滾樂手表演的節日，是一個始於悉尼的節日。悉尼亦包括一些小型節日例如悉尼電影節、位於悉尼奧林匹克公園舉行的皇家復活節展覽會、在四/五月舉行的澳洲時裝周。另外悉尼亦經常大規模地慶祝元旦和澳洲日。
悉尼同性恋狂欢节（Sydney Gay and Lesbian Mardi Gras）是世界首屈一指的同性恋文化节日，已从最初时单纯的游行演变成集文化交流、艺术表演、娱乐共庆于一体的盛大民间节日，每年都能吸引数十万人到现场参与。悉尼同性恋狂欢节每年2月底至3月初举办，为期两周，活动的高潮是每年3月第一个周六举办的同性恋大游行（Grand Parade），盛大的游行队伍会从海德公园（Hyde Park）出发，沿着牛津街（Oxford Street）前进，最终目的地是达令赫斯特（Darlinghurst）的泰勒广场（Taylor Square）。

### 博物館

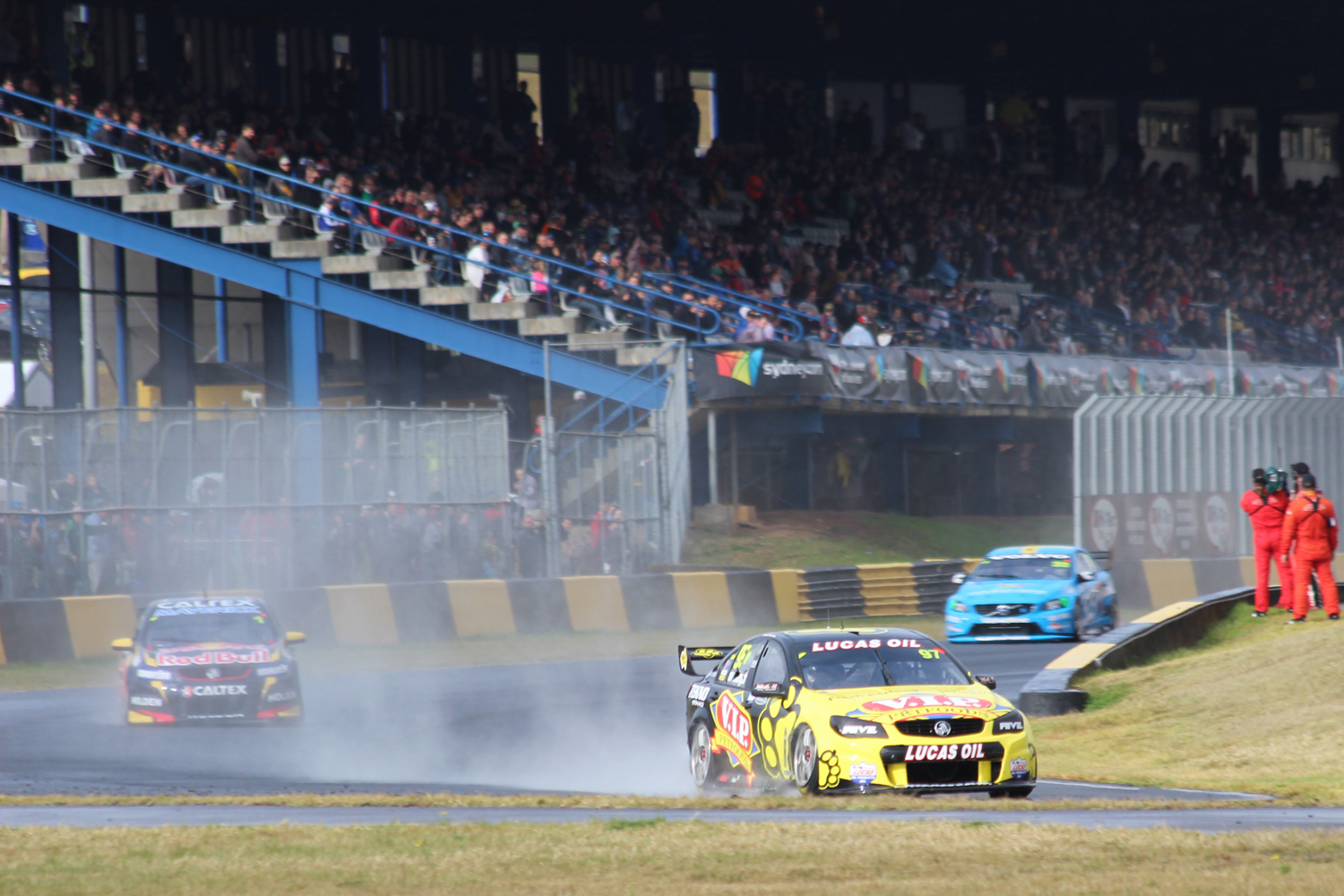
Sydney Motorsports Park

悉尼擁有許多博物館，大多位於都會區內。最大的要數澳洲博物館（Australian Museum，主要為自然史與人類學），另外有發電廠博物館（Powerhouse Museum，科學、科技與設計）、新南威尔士美术馆（Art Gallery of New South Wales）、悉尼當代藝術館（Museum of Contemporary Art）、澳洲國家海事博物館，另外還有一些較小型的博物館，如：悉尼博物館（Museum of Sydney, MoS，地方史）。

### 公園與花園

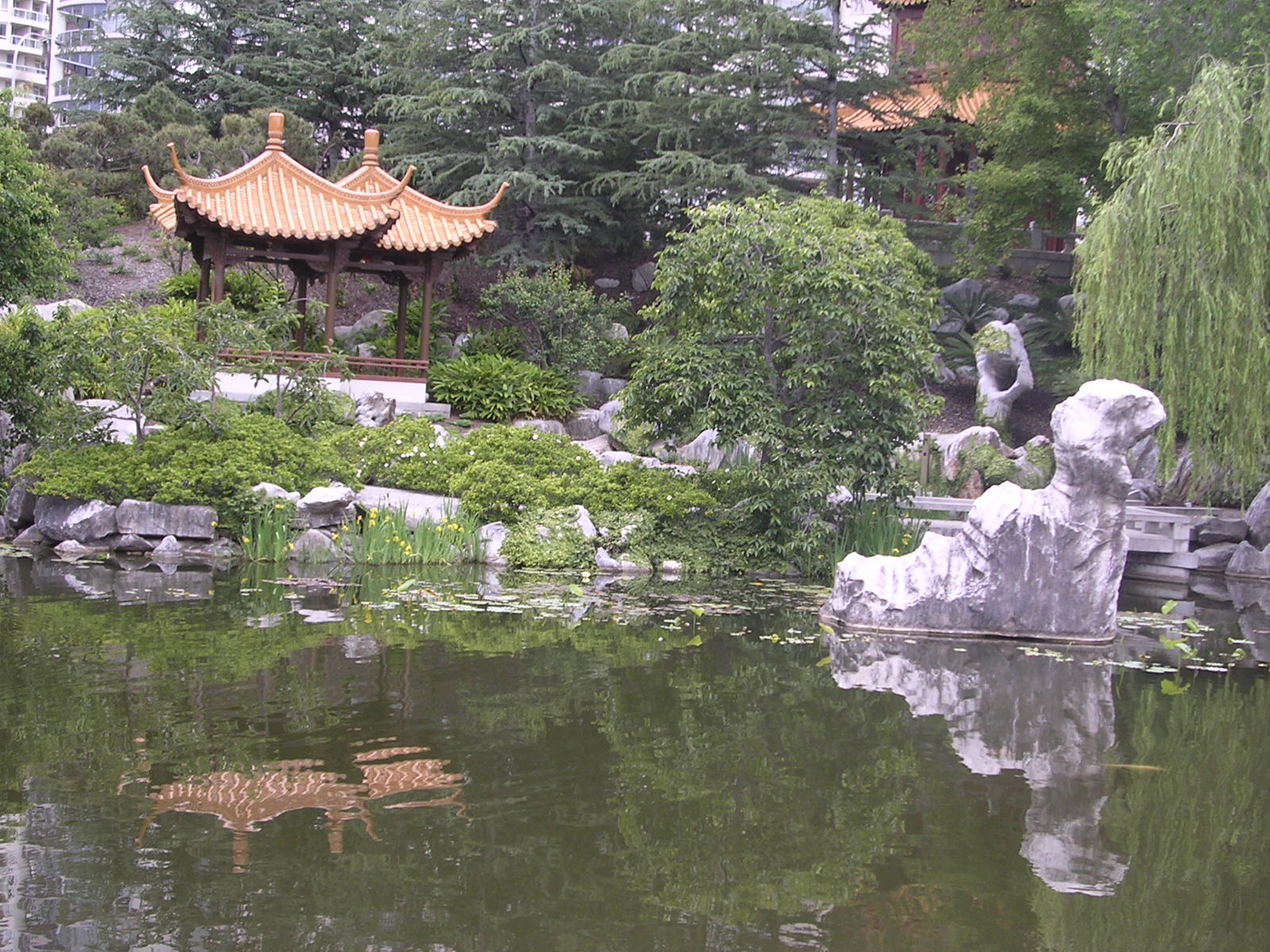
中國友誼花園

悉尼的露天場所得天獨厚，市區內也有許多自然空間。位在市中心的有中國友誼花園、海德公園與皇家植物園。大悉尼區還有數個國家公園，其中包括全球第二個成立的國家公園—皇家國家公園（第一位是美國黃石國家公園），佔地132平方公里。

### 媒體

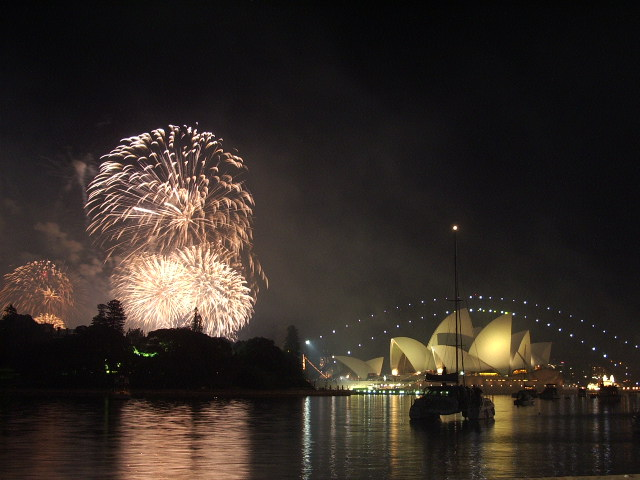
悉尼大橋每年慶祝元旦時皆會發放世界聞名的煙火表演

悉尼有兩份主要日報。《悉尼晨鋒報》（The Sydney Morning Herald）是一份中左派大報，也是悉尼涵蓋大量國內外新聞，文化和商務的記事報紙；它也是澳洲現存歷史最久的報紙，從1831年起就開始被定期發行。它的競爭者是新聞集團旗下的每日電訊報，一份中右翼主流報紙。每日電訊報發行量是悉尼晨鋒報的三倍左右（2017年）。兩份報紙都有相應的小型報紙于週日發行，分別為太陽日報（Sun-Herald）和星期天電訊報（Sunday Telegraph）。
三個商業電視網路（第7電視網、第9電視網和第10電視網）以及政府擁有的全國廣播電視（澳大利亚广播公司和特殊廣播服務）都在悉尼設有總部。以往這些電視網路的本部都處于北岸，但在進十年已經有數家搬入內城區。第9電視網繼續保有他們在悉尼港北岸，位于威路比的總部。第10電視網則擁有位于內城區派蒙的一個重建區域的演播室。第7電視網總部也設在派蒙，並在愛蘋有一個演播室，以及一個新計劃建造在中央商業區馬丁廣場的新聞演播室。ABC在相鄰的勾恬冒有一個大型的總部和製作設備。SBS的演播室位于亞它門。Foxtel和Optus都通過它們的電纜對大部分的市區提供付費電視服務。2001年1月5個免費電視台完成數碼化工程。額外的電視服務包括有ABC第2台（頻道21）、SBS國際新聞台SBS2（頻道4）、ABC新聞，體育和天氣台（頻度41）、政府管有的新南威爾斯第1台（頻度45）、澳洲基督台（頻度46）、麥格理電視台（頻度47）、TAB體育台（頻度48）、家中購物博覽台（頻度49）和國會聯邦電台。

### 電台
悉尼擁有很多公營和私營的AM和FM電台，包括本地的702ABC電台（前2BL電台）；另外有一些以互動為主的電台，包括2GB、和2UE，屬於FM電台的織女星電台亦是其中的一分子；悉尼亦包括一些音樂電台，包括3個M電台、2日FM電台和新星96.9電台；當然亦包括一些本地化的電台，例如3個J電台、2SER電台和FBi電台。除此之外亦有一些以其它種族主要聽眾的電台，詳情請見澳洲電台列表。

## 體育
悉尼是澳洲欖球聯盟的總部、16支全國橄欖球聯賽（NRL）球隊其中8支（悉尼公雞、南悉尼野兔、帕拉馬搭鰻魚、克羅努拉鯊魚、西部老虎、彭裏斯豹、坎特伯里牛頭犬及曼力-蛙泳加海鷹）的根據地，以及聖佐治伊拉瓦拉龍的北部基地（這球隊同時以臥龍崗為基地）。悉尼的澳大利亞體育場（Telstra Stadium）是NRL的總決賽場地。

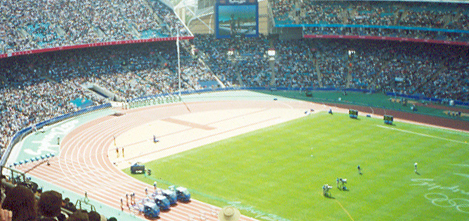
2000年夏季奧運會期間，澳洲體育場（現稱「澳新銀行體育場」，前稱「澳洲電信體育場」）場內的田徑項目（115000人参加奥运会的记录）

悉尼有些球隊是一些體育聯盟的成員。包括悉尼天鵝、大西悉尼巨人（澳大利亞澳式足球聯盟）、FC悉尼（澳洲職業足球聯賽）、悉尼國王（國家籃球聯盟）、悉尼火焰（國家女子籃球聯盟）、悉尼藍色（澳洲主籃球盟）、悉尼褐雨燕（澳洲聯邦銀行大獎賽）和新南威爾斯藍色（頭等板球賽）。
1864年，澳洲的首個欖球會在悉尼大學成立。1882年，首屆跨殖民地運動會揭幕，悉尼迎戰昆士蘭红。現在，國家隊在超級橄欖球聯賽中以新南威爾斯瓦霸王花應戰。悉尼會派出兩支隊伍參加國家欖球比賽。傳統的球會賽事有塞盾。悉尼亦會定期舉辦澳洲国家橄榄球队國際賽。
悉尼曾經舉辦1938年的英聯邦運動會和2000年夏季奧運會，並建設了悉尼奧林匹克公園和悉尼足球體育館等地方。悉尼奧林匹克公園為多個大型體育活動（例如國家澳式足球聯賽的總決賽、起源洲賽（Rugby League State of Origin）和2006年世界盃預賽等等）提供了場地。悉尼足球場是悉尼公雞、悉尼FC和新南威爾斯瓦蛙它的主場，鄰近的悉尼板球體育場是悉尼板球和澳式足球的中心，曾舉行多項體育賽事。
水上運動方面，悉尼經常舉辦很多遊艇比賽，例如在聖誕節的次日會舉辦悉尼至霍巴特遊艇比賽。悉尼的海港是一個適合進行遊艇、小型賽艇、龍舟和釣魚活動的好地方。另外悉尼擁有很多遊客值得遊覽和適合進行陸上和水上運動的海灘，例如邦代海灘、曼利海灘、棕櫚樹海灘和克羅努拉海灘等等。
在賽馬運動方面，悉尼當地亦有唐加士打一哩賽、女皇伊利沙伯錦標、葉森讓賽等多項一級賽在蘭域馬場上演。

## 基礎建設

### 醫療

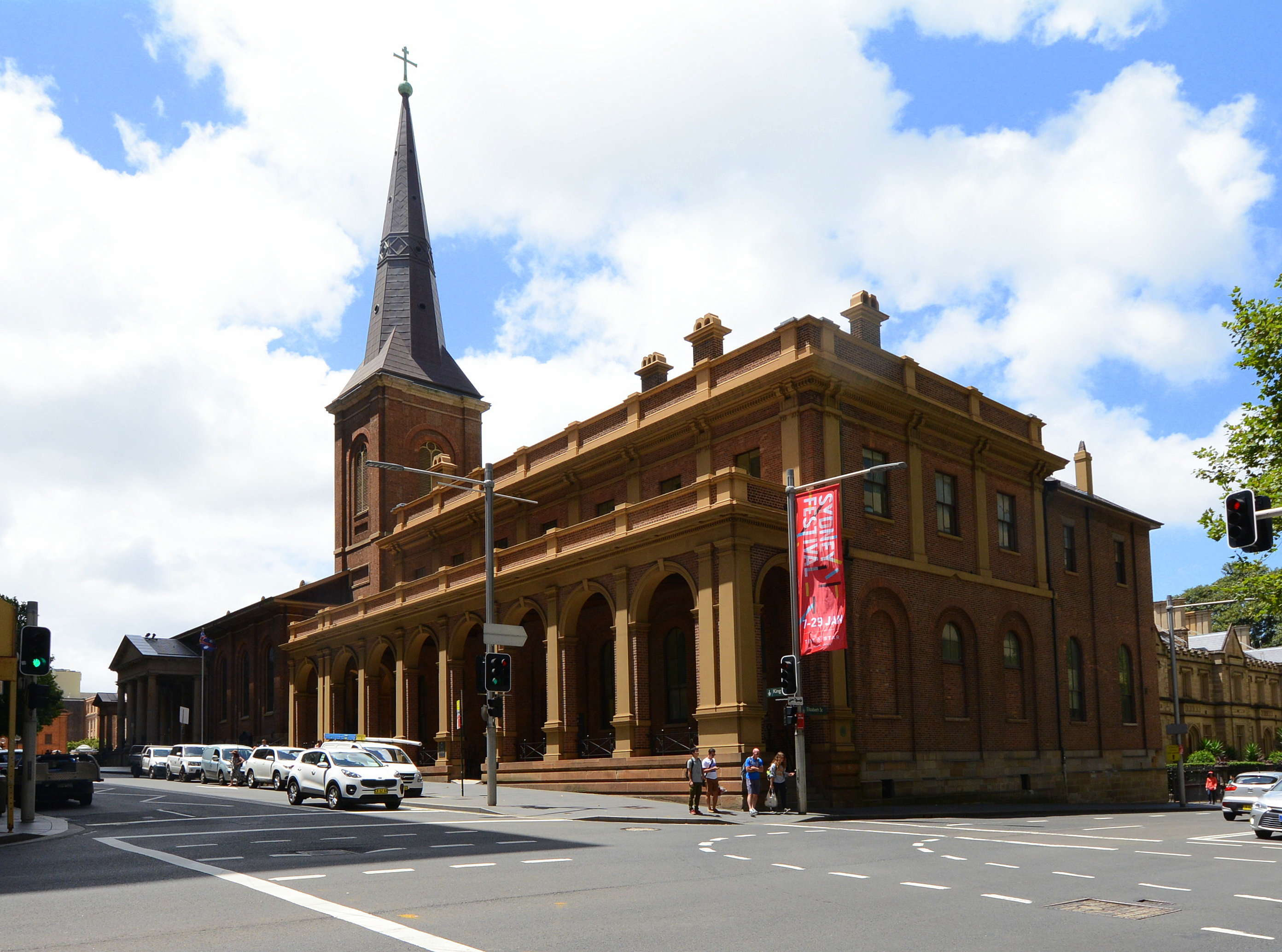
圣公会圣雅各堂

新南威爾士州政府經營許多公營醫院，由八個類似公共醫療衛生服務機搆來管理這些醫院。包括中海岸地区（Central Coast）、伊拉瓦拉地区（Illawarra Shoalhaven）、尼平恩蓝山地区（Nepean Blue Mountains）、悉尼地区（Sydney）、北悉尼地区（Northern Sydney）、东南悉尼地区（South Eastern Sydney）、西南悉尼地区（South Western Sydney）和西悉尼地区（Western Sydney），各自管理自己屬下的醫院和特別醫療保健中心。另外悉尼也有一些私營醫院。

### 交通

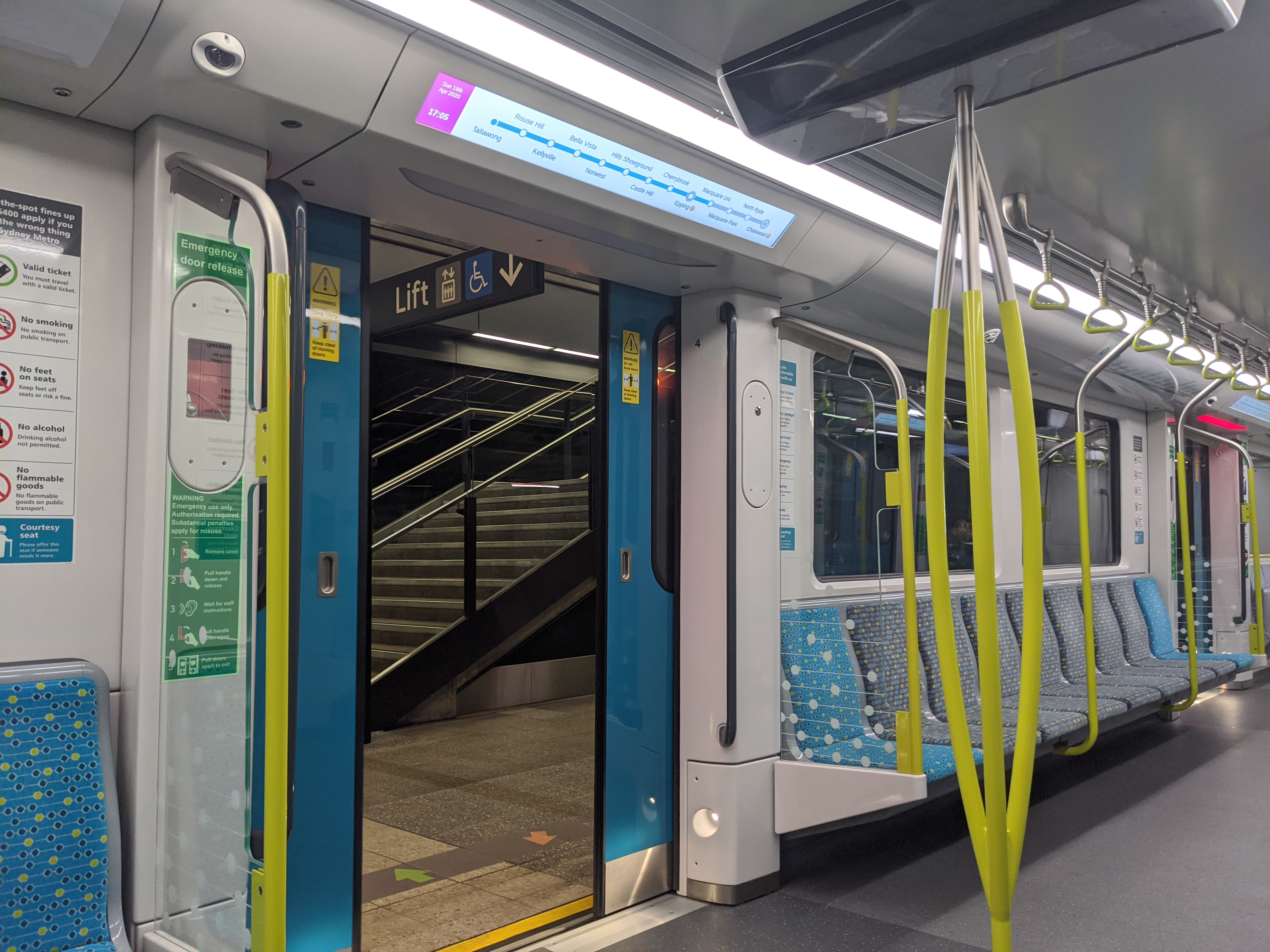
悉尼地铁

#### 鐵路
悉尼配備龐大的火車、巴士和渡輪網絡。悉尼的火車由新南威爾士州州政府的集團──新南威爾士州鐵路局（RailCorp）營運。悉尼的鐵路網环绕都會區的地底，即是市環線（City Circle）。然後經過中央站或是悉尼海港大橋到達各個市郊，這種服務由城市鐵路（Sydney Trains）提供。另外火車亦提供往返新南威爾斯各城鎮的區域鐵路服務，由新州鐵路（NSW TrainLink）所提供。不過在2000年夏季奧运會接下來的幾年，城市鐵路的性能显著下降。大眾的不满以致鐵路當局引入新時間表、雇用更多司機，並定下大基礎建設計劃，尤其是城市鐵路路線清理計畫。新時間表旨在削减服務，以達至更可靠。在一些路線，如內西區線路段，火車服務在高峰時刻才運作。除了自2004年的改進措施外，基礎建設的改進措施不預期會竣工，直至2010年。
悉尼有悉尼輕軌（Sydney Light Rail），有三條路線。
悉尼過去曾有悉尼單軌電車（Sydney Monorail）循環行駛主要的購物區域和達令港（Darling Harbour），該服務主要服務遊客，但因路軌覆蓋區域太小，並不便於往返，並於2013年停運拆除。悉尼以前配備龐大的電車網絡，但在1950和1960年代逐漸停駛拆除。
都會地區的大部分地區都配備巴士，大多依照1963年前的電車路線。在市區與市郊的巴土路線都是由悉尼巴士公司管有，班次較為頻密。至於較遠的地區就有不同的私人公共汽車公司服務，不過這些巴士服務被批評為沒有安全保障和非繁忙時間時經常缺少服務。

#### 船運服務
船運服務方面，悉尼主要有政府管有的悉尼渡輪提供服務。環形碼頭位於悉尼都會區的北面，是悉尼主要渡輸服務的集匯處，能運行往悉尼港和附近的碼頭（包括東郊、帕拉馬搭、曼力等）。

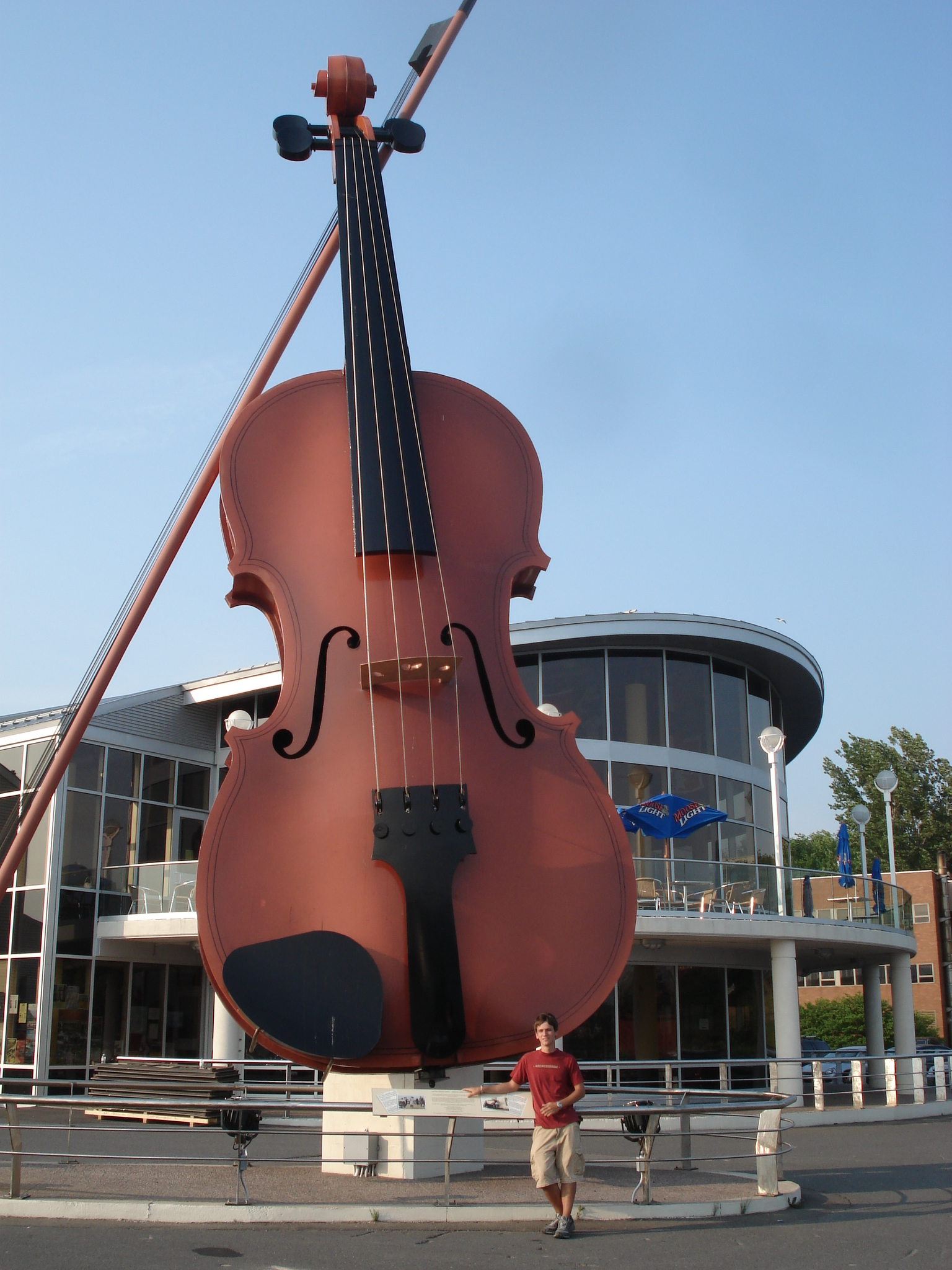
Fiddle @ Sydney waterfront

#### 公路
雪梨配備龐大的高速公路和收費公路網絡，但主要都在市郊。這是由於不少社區的居民都不希望高速公路影響到他們日常寧靜的生活。
新建的雪梨過海隧道設在悉尼海港下，連接悉尼市和東郊。不過隧道經常被批評收費太高和阻礙附近道路的運行。另外太平洋高速公路（Pacific Freeway）是澳洲的主要公路，行走悉尼的南邊。

#### 機場
京斯福特·史密斯機場（Kingsford Smith International Airport）位於馬斯覺（Mascot）區，是悉尼的主要機場，也是全球悠歷悠久的仍在運作的商用機場。比較小的賓士鎮機場（Bankstown Airport）主要為私人和通用航空（general aviation）提供服務。何斯頓園（Hoxton Park）和康頓（Camden）設有航空訓練機場。列治文澳大利亞皇家空軍基地（RAAF Base Richmond）一直座落在市中心的西北面。

### 公用事業

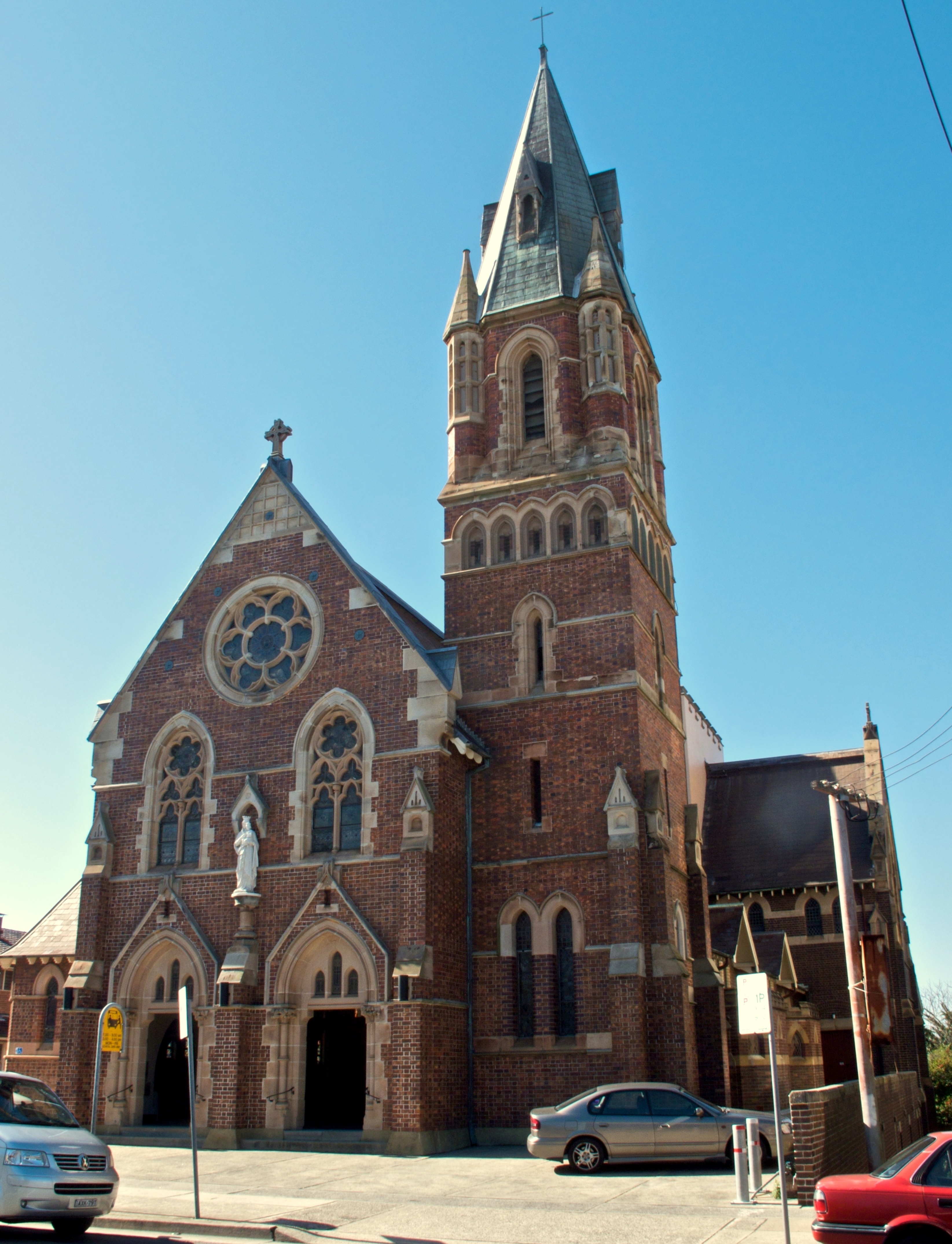
圣母圣心堂 (兰域)

雪梨市區的供水主要由雪梨水務（Sydney Water）提供，但雪梨供水及其他社區的飲用水供應商其實都是向雪梨引水局（Sydney Catchment Authority）大量購買從河道及蓄水庫收集得來的飲用水。雪梨集水主要靠水壩儲水，在上納平（Upper Nepean）水壩系列、藍山區六壩、Woronora水壩、Warragamba水壩和Shoalhaven水壩系列。歷史上集水區的最低水位引發了供水限制，新南威爾斯州政府也因此展開供水替代方案的調查，包含廢水回收與在Kurnell的海水淡化廠。2000年時，雪梨曾因供應的飲用水含有過量微生物而使許多市民受感染送院。另外，雪梨水務亦負責城市的廢水及污水收集工作。
2006年2月8日，根據《悉尼晨鋒報》（Sydney Morning Herald）報導，由於社區迴響太大，可能令新南威爾士州政府執政黨失去2007年州政府選舉票源，內閣決定放棄興建海水淡化廠，並著手研究開發地下水的可行性。當局在南部高地（Southern Highlands）和西悉尼（靠近霍克斯伯里河（Hawkesbury River））發現新的蓄水層。
悉尼的天然氣和電力是由三個公司來供給的，分別是澳大利亞能源（Energy Australia）、澳大利亞天然氣與光公司（Australian Gas Light Company, AGL）及整體能源（Integral Energy）。市話與行動通訊服務則有許多公司提供。

## 外部連結
- 悉尼市官方網站 （页面存档备份，存于）（英文）
- 悉尼市媒體中心 （页面存档备份，存于）（英文）
- 海港城市悉尼 （页面存档备份，存于）（英文）
- 悉尼大都會策略 - 新南威爾士州政府主導大悉尼都會區將來30年的發展、變革（英文）
- 遷移到悉尼（中文）
- 悉尼天氣預報 （页面存档备份，存于）（英文）
- 中的“悉尼”（英文）
- Google地图